# Portowyk Iljiczewsk
Portowyk Iljiczewsk (ukr. Футбольний клуб «Портовик» Іллічівськ, Futbolnyj Kłub "Portowyk" Illicziwśk) – ukraiński klub piłkarski z siedzibą w Iljiczewsku, w obwodzie odeskim.

## Historia
Chronologia nazw:
- 1962—1992: Portowyk Iljiczewsk (ukr. «Портовик» Іллічівськ)
- 1992—1994: Enerhija Iljiczewsk (ukr. «Енергія» Іллічівськ)
- 1994—2002: Portowyk Iljiczewsk (ukr. «Портовик» Іллічівськ)
- 2004: Neptun-Portowyk Iljiczewsk (ukr. «Нептун-Портовик» Іллічівськ)
- 2005: Portowyk Iljiczewsk (ukr. «Портовик» Іллічівськ)

Drużyna piłkarska Portowyk Iljiczewsk została założona w mieście Iljiczewsk w 1962 roku. Zespół występował w rozgrywkach mistrzostw i Pucharu obwodu odeskiego. W sezonie 1992/93 pod nazwą Enerhija Iljiczewsk startował w Mistrzostwach Ukrainy spośród drużyn amatorskich. W następnym sezonie również występował w tym turnieju, a w 1995 zajął 1 miejsce w 6 grupie i zdobył awans do Druhiej Lihi, w której występował do 2002 roku. Również debiutował w Pucharze Ukrainy. W sezonie 2001/02 zajął 7 miejsce w Grupie B, ale przez problemy finansowe zrezygnował z dalszych występów. Klub został pozbawiony statusu profesjonalnego i rozwiązany. W 2004 klub został odrodzony pod nazwą Neptun-Portowyk Iljiczewsk. Występował w rozgrywkach mistrzostw i Pucharu obwodu odeskiego. W 2005 klub przywrócił nazwę Portowyk Iljiczewsk, zdobył nawet awans do turnieju finałowego o mistrzostwo obwodu, ale po 2 kolejce został rozwiązany.

## Sukcesy
- 4 miejsce w Drugiej Lidze, grupie B:

1999/00
- 1/16 finału Pucharu Ukrainy:

1996/97
- mistrz Ukrainy spośród drużyn amatorskich

1994/95
- mistrz obwodu odeskiego:

1971, 1975, 1977, 1979
- zdobywca Pucharu obwodu odeskiego:

1970, 1973, 1979